# Deutsch-Türkische Vereinigung
Die Deutsch-Türkische Vereinigung (DTV) wurde am 15. April 1914 in Berlin gegründet und diente aus globalstrategischen Gründen der Förderung deutscher kultureller und wirtschaftlicher Interessen im Osmanischen Reich. Nach dem Ausbruch des Ersten Weltkriegs wurden die gegenseitigen Kontakte forciert. Durch den Ausgang des Krieges wurden die Aktivitäten der Vereinigung stark beschränkt; sie scheint sich jedoch erst 1930 aufgelöst zu haben.
Nachdem die Deutsche Levante-Zeitung zeitweiliges Organ der DTV gewesen war, gab diese vom Frühjahr 1918 bis 1929 die Mitteilungen heraus, in denen über die Aktivitäten der Vereinigung berichtet wurde; die Auflage der ersten Ausgabe betrug nach eigener Darstellung 7.000 Exemplare.

## Mitglieder
Die Geschäftsstelle befand sich mindestens bis Ende 1918 in Berlin W 35, Schöneberger Ufer 36a. Vorsitzende waren von 1916 bis mindestens Ende 1918 der Direktor der Deutschen Bank Arthur von Gwinner, der Direktor der Dresdner Bank, Hjalmar Schacht, Kurt Wiedenfeld (Halle), der Journalist Ernst Jäckh, der Direktor des Seminars für orientalische Sprachen, Geheimer Oberregierungsrat Eduard Sachau, sowie der Direktor der HAPAG, Albert Ballin.
Ehrenvorsitzende waren bis Ende 1918 unter anderen der türkische Kriegsminister und stellvertretende Generalissimus Enver Pascha, Marschall Liman von Sanders Pascha, Feldmarschall Colmar von der Goltz Pascha, Großwesir a. D. İbrahim Hakkı Pascha und General Mahmud Muhtar Pascha.
Geschäftsführer der DTV war von 1918 bis 1920 sowie ab 1923 Gerhard Kayser.
Mitglieder waren neben natürlichen auch juristische Personen, so von 1916 bis 1920 die Haupt- und Residenzstadt Oldenburg.

## Ortsgruppen und Landesverbände
Im Frühjahr 1918 bestanden Ortsgruppen und Landesverbände in Barmen, Bremen, Breslau, Chemnitz, Dresden, Elberfeld, Halle an der Saale, Hannover, Leipzig und Düsseldorf. Zum Stichtag 31. Dezember 1917 hatte die DTV 5.310 Mitglieder. Seit 1915 befand sich in Konstantinopel eine Zweigstelle der Berliner Geschäftsstelle.

## Finanzielle Verhältnisse
Der jährliche Mindestmitgliedsbeitrag betrug 20, der Höchstbeitrag 5.000 Mark. Nach eigenen Angaben verfügte die DTV im Frühjahr 1918 über ein Vermögen von einer halben Million Mark, jährliche Einnahmen von 300.000 Mark und ein Bankkapital von zwei Millionen Mark für das Projekt Haus der Freundschaft (Dostluk Yurdu) in Konstantinopel.

## Aktivitäten

### Die Deutsche Schule in Adana
Die Deutsche Schule in Adana wurde am 1. März 1914 eröffnet und später von der DTV gefördert. Die Schüler wurden in den Fächern Deutsch, Türkisch, Französisch, mohammedanische Religion (Islam), Rechnen, Geschichte, Erdkunde, Astronomie, Turnen, Singen und „Handfertigkeiten“ (Werken) unterrichtet; außerdem existierte eine Pfadfinderabteilung. Die Schüler sollten anschließend in Deutschland zu Ingenieuren, Technikern, Landwirten, Lehrern, Advokaten, Ärzten und Bankbeamten ausgebildet werden. 1917 besaß die Schule 190 Schüler, von denen 70 Muslime, 37 Armenier, 22 Griechen und zehn Juden waren. Sie wurden von fünf Lehrern unterrichtet.

### Das Haus der Freundschaft (Dostluk Yurdu) in Konstantinopel
Das wichtigste Projekt war das Haus der Freundschaft (Dostluk Yurdu), das in Konstantinopel auf einer Fläche von 6.000 Quadratmetern errichtet werden sollte. Die Grundsteinlegung erfolgte am 27. April 1917 im Beisein aller türkischen Minister mit Ausnahme von Talaat Pascha, der sich zu einem Besuch bei Kaiser Wilhelm II. im Großen Hauptquartier aufhielt. Anwesend bei der Feier war auch der Stifter des Hauses, der Fabrikant Robert Bosch.
Geplant waren modernste technische Einrichtungen für den Unterricht oder kulturelle Veranstaltungen, so neben einem Konzertsaal auch ein Saal für Lichtbildvorführungen. Die Entwürfe für das Haus stammten von dem deutschen Architekten Hans Poelzig.

### Das türkische Schülerheim (Talebe Yurdu) in Berlin-Grunewald
1917 wurde das türkische Schülerheim in Berlin-Grunewald in der Herthastrasse 6 eingerichtet; offenbar handelte es sich um eine ehemalige Villa. Leiter des Heims war Gerhard Ryll. Die dort untergebrachten türkischen Lehrlinge arbeiteten zum größten Teil bei der AEG. Das Haus verfügte über 50 Betten und fließendes Wasser zur Vornahme von rituellen Waschungen.

### Weitere Aktivitäten und Auflösung
Im Verlauf des Krieges vermittelte die DTV auch Arbeitskräfte nach Deutschland; offenbar vorzugsweise Lehrlinge für das Handwerk, aber auch für Industrie und Bergbau. Weiterhin wurden auch Schüler an Gymnasien vermittelt. Für die Gasteltern der Schüler entwickelte die DTV einen Leitfaden, in dem insbesondere darauf hingewiesen wurde, die Schüler nicht religiös zu beeinflussen. 1916 erklärte sich die Stadt Oldenburg in der Person von Oberbürgermeister Karl Tappenbeck bereit, türkische Schüler am Gymnasium (heute Altes Gymnasium Oldenburg) und am Realgymnasium (heute Herbartgymnasium Oldenburg) aufzunehmen, und trat der DTV bei. Die Schüler wurden in Oldenburger Familien untergebracht, kehrten aber offenbar spätestens nach Kriegsende in die Türkei zurück. Die Stadt trat 1920 unter Begründung von neu eingeführten Reichssteuern, die den städtischen Haushalt stark belasten würden, aus der DTV aus.
Der Verein unterstützte zusammen mit der Türkisch-Deutschen Handelskammer, später auch der Wiener Vertretung der Deutschen Handelskammer in Istanbul die von 1926 bis 1944 herausgegebene deutschsprachige Tageszeitung Türkische Post, die sowohl in der Weimarer Zeit als auch während der Zeit des Nationalsozialismus vom Auswärtigen Amt finanziert wurde und die jeweiligen Interessen der deutschen Nahostpolitik widerspiegelte.
Wann sich die DTV aufgelöst hat, ist unklar. 1929 wurden die Mitteilungen offenbar umgewandelt in Der Nahe Osten. Monatsschrift für Politik, Wirtschaft und Kultur, doch wurde diese Zeitschrift bereits Ende 1930 eingestellt.